# Riudecanyes
Riudecanyes è un comune spagnolo situato nella comunità autonoma della Catalogna.